# Olympische Sommerspiele 1896/Leichtathletik – Stabhochsprung (Männer)
Der Stabhochsprung der Männer bei den Olympischen Spielen 1896 wurde am 10. April 1896 im Panathinaiko-Stadion in Athen ausgetragen. Es nahmen insgesamt 5 Sportler aus 2 Nationen teil.

## Rekorde
Der aufgeführte Weltrekord war damals noch inoffiziell.
| Weltrekord | 3,58 m | Großbritannien | Richard Dickinson | 1891 |

Der folgende olympischen Rekorde wurde während des Wettbewerbs aufgestellt:
| Olympischer Rekord | 3,30 m | William Hoyt ( USA) | 10. April 1896 |

## Wettkampfverlauf
10. April 1896, 15:40 Uhr 
Die Anfangshöhe betrug 2,40 Meter. Die beiden US-Amerikaner William Hoyt und Albert Tyler stiegen bei 2,80 Metern in den Wettkampf ein, als ihre griechischen Konkurrenten bereits ausgeschieden waren. Wegen des Zieleinlaufs der Marathonläufer musste der Wettkampf für längere Zeit unterbrochen werden und es war erstaunlich, dass er überhaupt zu Ende geführt werden konnte. Nachdem es einen griechischen Sieg im Marathonlauf gegeben hatte, brach ein Jubel und Trubel aus, der alles Andere zur Nebensache werden ließ. Die für diesen Tag außerdem noch vorgesehenen Ringkämpfe konnten jedenfalls nicht mehr durchgeführt werden. Der Stabhochsprung fand nach dem Ausscheiden aller griechischen Springer allerdings so wenig Interesse, dass die Möglichkeit seiner Weiterführung vielleicht diesem Umstand zu verdanken war. Schließlich siegte William Hoyt mit 3,30 Metern. Albert Tyler erzielte 3,20 Meter.

## Ergebnisse

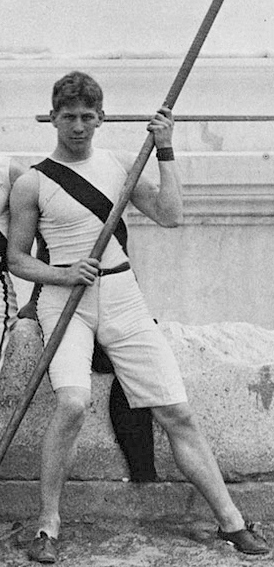
Der Olympiazweite Albert Tyler

Die Angaben zum Ausgang dieses Wettbewerbs sind übereinstimmend bezüglich der teilnehmenden Athleten sowie der Ränge 1, 2 und 5. In den Höhenangaben und der Rangfolge auf den Plätzen 3 und 4 sind die Auflistungen in den Quellen jedoch so unterschiedlich, dass sich die Resultate am besten mit drei entsprechenden Tabellen darstellen lassen.
| Platz | Name                   | Land | Höhe (m) |    |
| ----- | ---------------------- | ---- | -------- | -- |
| 1     | William Hoyt           | USA  | 3,30     | OR |
| 2     | Albert Tyler           | USA  | 3,20     |    |
| 3     | Evangelos Damaskos     | GRE  | 2,60     |    |
| 3     | Ioannis Theodoropoulos | GRE  | 2,60     |    |
| 5     | Vasilios Xydas         | GRE  | 2,40     |    |

| Platz | Name                   | Land | Höhe (m) |    |
| ----- | ---------------------- | ---- | -------- | -- |
| 1     | William Hoyt           | USA  | 3,30     | OR |
| 2     | Albert Tyler           | USA  | 3,25     |    |
| 3     | Evangelos Damaskos     | GRE  | 2,75     |    |
| 4     | Ioannis Theodoropoulos | GRE  | 2,72     |    |
| 5     | Vasilios Xydas         | GRE  | 2,50     |    |

| Resultat nach zur Megede \| Platz \| Name \| Land \| Höhe (m) \| \| \| ----- \| ---------------------- \| ---- \| -------- \| -- \| \| 1 \| William Hoyt \| USA \| 3,30 \| OR \| \| 2 \| Albert Tyler \| USA \| 3,25 \| \| \| 3 \| Ioannis Theodoropoulos \| GRE \| 2,85 \| \| \| 4 \| Evangelos Damaskos \| GRE \| 2,80 \| \| \| 5 \| Vasilios Xydas \| GRE \| 2,80 \| \| |                        |      |          |    |
| Platz | Name                   | Land | Höhe (m) |    |
| 1 | William Hoyt           | USA  | 3,30     | OR |
| 2 | Albert Tyler           | USA  | 3,25     |    |
| 3 | Ioannis Theodoropoulos | GRE  | 2,85     |    |
| 4 | Evangelos Damaskos     | GRE  | 2,80     |    |
| 5 | Vasilios Xydas         | GRE  | 2,80     |    |